# Facultad de Ciencias (Universidad de Granada)
La Facultad de Ciencias de Granada es un centro docente universitario perteneciente a la Universidad de Granada, dedicado a la docencia e investigación de los estudios relacionados con las ciencias formales, las ciencias naturales y algunas ingenierías. Está situada en el Campus de Fuentenueva, próxima a la estación de ferrocarril de Granada y a las escuelas técnicas superiores de Ingeniería de Edificación e Ingeniería Civil.

## Reseña histórica
Los estudios de ciencias en la Universidad de Granada como Facultad surgen en 1857 con la Ley de Instrucción Pública (Ley Moyano) que determina la creación de las Facultades de "Ciencias Exactas, Físicas y Naturales" en la Universidad española, independizando estos estudios que antes se impartían en las Facultades de Filosofía. Durante muchos años en Granada solo se impartieron las enseñanzas necesarias para obtener el grado de Bachiller en ciencias o los cursos preparatorios para otras Facultades, debiendo los estudiantes completar su licenciatura en la Universidad Central de Madrid. Los estudios de ciencias alcanzaron independencia de Madrid en 1913, con la creación de la licenciatura en la Sección de Químicas. Otras licenciaturas comenzaron a impartirse en 1956 (Geología), 1964 (Matemáticas), 1967 (Biología), 1973 (Física), y 1986 (Informática). La licenciatura de Informática se transforma en Ingeniería pasando a constituir un centro independiente de la Facultad en 1993. Este mismo año se crean los estudios de Ingeniería Química y de Ingeniería Electrónica en la Facultad, y en 1995 la Licenciatura de Bioquímica y la de Ciencias Ambientales. En 2014 se implanta el título de Grado en Biotecnología. En 2016 se instaura el doble grado en Física y Matemáticas.

## El edificio

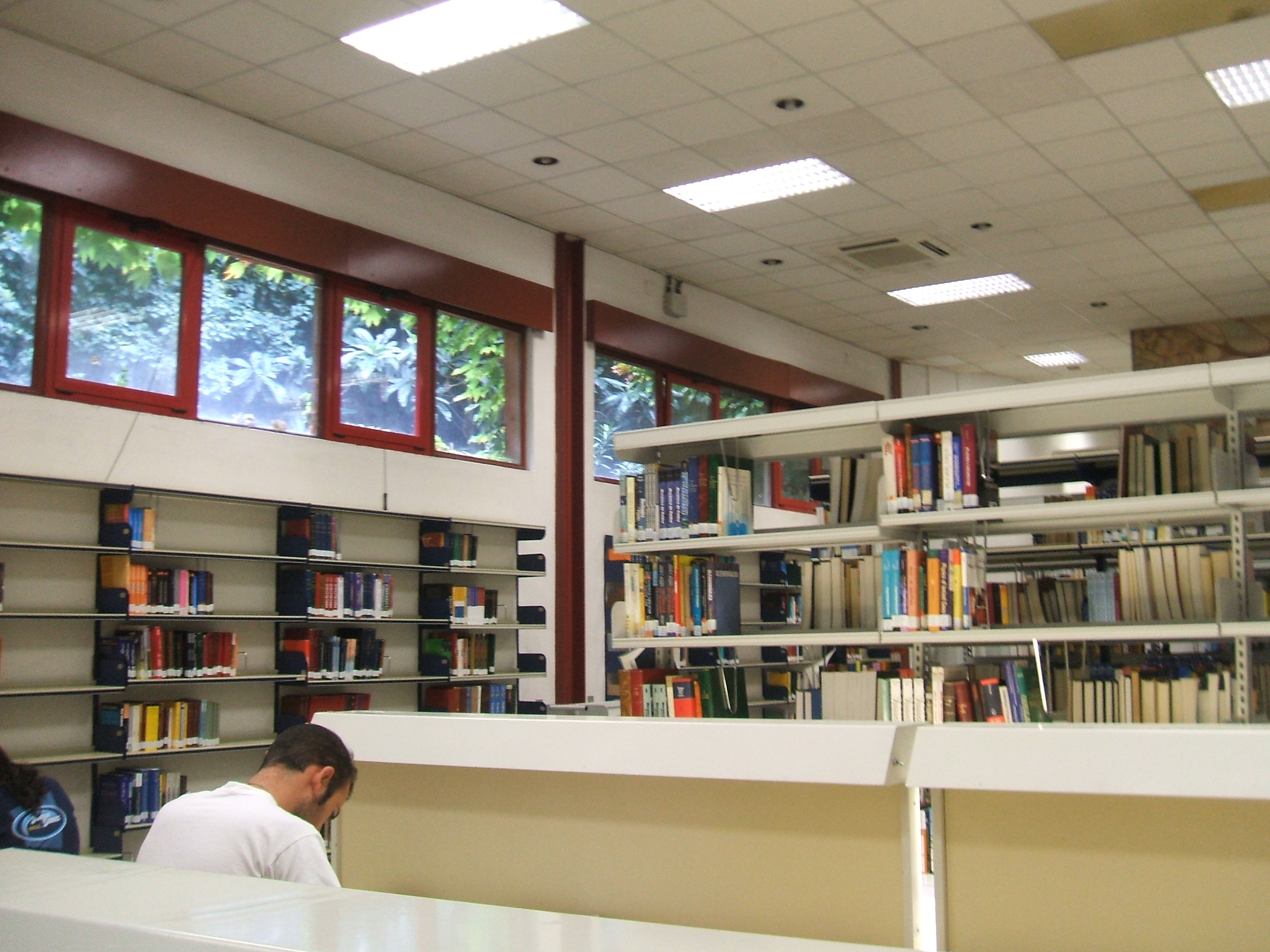
Interior de la Biblioteca de la Facultad de Ciencias.

En 1961 se planteó, por parte de la Junta de la Facultad de Ciencias, la construcción de un nuevo edificio para albergar dicho centro universitario. En 1963 comenzaron las obras de este edificio, ubicado en el Campus Universitario de Fuente Nueva, y se fue ocupando por las diferentes secciones a partir de 1969, finalizando su completa instalación en enero de 1973.
El proyecto del edificio de la Facultad de Ciencias fue realizado por el arquitecto Cruz López Müller. La dirección de la obra corrió a cargo del arquitecto Alberto López Palanco, quien realizó ciertas modificaciones y ampliaciones. La idea principal del proyecto era la de un edificio funcional, de un conjunto ligero y abierto que se fundiese con el ambiente del parque que debía conservarse. Planteado dentro de los términos del neorracionalismo, se compone de una espina en dirección norte-sur con alas transversales de este a oeste. Una edificación formada por bloques o pabellones más o menos independientes, pero ligados entre sí, formando varios patios. El edificio se levanta sobre una estructura de hormigón armado, rematado por cubierta plana.
La posible horizontalidad del proyecto es anulada por el arquitecto al diseñar volúmenes en distintas alturas. Las fachadas son una combinación de paños macizos de fábrica de ladrillo tratados con enfoscado y pintura plástica en blanco, con cintas de ventanas longitudinales solo interrumpidas por las líneas verticales de los pilares vistos de la estructura metálica. La nueva Facultad, con una articulación orgánica en planta, se programó con una gran flexibilidad en previsión de futuras ampliaciones.
Los servicios generales, tales como vestíbulos principales, decanato, secretaría, sala de profesores, aula magna, biblioteca y auditorios de mayor volumen, se sitúan centralizados en el ala este, La flexibilidad también se traslada al interior del edificio, ya que los espacios se distribuyen con una tabiquería fácil de modificar que, en caso de necesidad, pudiera ser variada.

## Docencia
Actualmente en la Facultad de Ciencia de la Universidad de Granada se imparten los siguientes estudios universitarios oficiales:
- Doble grado en Física y Matemáticas
- Doble grado en Ingeniería Informática y Matemáticas
- Grado en Biología
- Grado en Bioquímica
- Grado en Biotecnología
- Grado en Ciencias Ambientales
- Grado en Estadística
- Grado en Física
- Grado en Geología
- Grado en Ingeniería Electrónica Industrial
- Grado en Ingeniería Química
- Grado en Matemáticas
- Grado en Óptica y Optometría
- Grado en Química
- Máster Universitario en Biología Agraria y Acuicultura
- Máster Universitario en Biotecnología
- Máster Universitario en Ciencia y Tecnología De Coloides e Interfases
- Máster Universitario en Ciencia y Tecnología en Patrimonio Arquitectónico
- Máster Universitario en Estadística Aplicada
- Máster Universitario en Física y Matemáticas
- Máster Universitario en Geofísica y Meteorología
- Máster Universitario en Geología
- Máster Universitario en Ingeniería Geológica Aplicada a la Obra Civil
- Máster Universitario en Matemáticas
- Máster Universitario en Métodos y Técnicas Avanzadas en Física
- Máster Universitario en Investigación y Avances en Microbiología
- Máster Universitario en Óptica y Optometría Avanzada
- Máster Universitario en Ciencias y Tecnologías Químicas
- Máster Universitario Erasmus Mundus Color in Informatics and Media Technology
- Máster Interuniversitario en Genética y Evolución
- Máster Interuniversitario en Física Nuclear
- Máster Universitario en Conservación, Gestión y Restauración de la Biodiversidad
- Máster Universitario en Formación del Profesorado de ESO y Bachillerato. Especialidades en:
  - Biología y Geología
  - Física y Química
  - Matemáticas

De todos ellos, los únicos títulos que gestiona directamente la Facultad de Ciencias son los Grados y los Dobles Grados, ya que todos los másteres son gestionados directamente por la Escuela Internacional de Posgrado.

## Departamentos docentes
La Facultad de Ciencias cuenta con docencia de una amplia variedad de Departamentos docentes de la Universidad de Granada del ámbito científico, matemático y tecnológico y además es sede de una gran parte de ellos, concretamente, los siguientes departamentos tienen su sede en dicha facultad:
- Departamento de Álgebra
- Departamento de Análisis Matemático
- Departamento de Biología Celular
- Departamento de Bioquímica y Biología Molecular I
- Departamento de Botánica
- Departamento de Ecología
- Departamento de Edafología y Química Agrícola
- Departamento de Electromagnetismo y Física de la Materia
- Departamento de Electrónica y Tecnología de Computadores
- Departamento de Estadística e Investigación Operativa
- Departamento de Estratigrafía y Paleontología
- Departamento de Física Aplicada
- Departamento de Física Atómica, Molecular y Nuclear
- Departamento de Física Teórica y del Cosmos
- Departamento de Fisiología Vegetal
- Departamento de Genética
- Departamento de Geodinámica
- Departamento de Geometría y Topología
- Departamento de Ingeniería Química
- Departamento de Matemática Aplicada
- Departamento de Microbiología
- Departamento de Mineralogía y Petrología
- Departamento de Óptica
- Departamento de Parasitología
- Departamento de Química Analítica
- Departamento de Química Física
- Departamento de Química Inorgánica
- Departamento de Química Orgánica
- Departamento de Zoología

## Institutos universitarios
La Facultad de Ciencias también es sede de diversos Institutos universitarios y otros centros de Investigación de la Universidad de Granada relacionados con las ciencias empíricas y la investigación y experimentación.
- Instituto Andaluz de Ciencias de la Tierra (IACT): Es un Centro Mixto perteneciente al Consejo Superior de Investigaciones Científicas (CSIC) y la Universidad de Granada (UGR), de acuerdo con el Convenio suscrito el 29 de septiembre de 1994 entre ambos organismos por el que se reestructuró el anterior Centro Mixto (Instituto Andaluz de Geología Mediterránea), fundado en 1986.

- Instituto Andaluz de Geofísica y Prevención de desastres sísmicos: Es un centro de investigación dedicado a Sismología (mecanismos de fuente, amplificación de sitio, atenuación, evolución espacial y temporal de la actividad sísmica y sismología volcánica, entre otros); instrumentación sísmica (desarrollo de estaciones sísmicas de corto y largo periodo y arrays); Prevención sísmica y riesgo sísmico; sismicidad histórica y prospección geofísica. El Instituto ha creado y mantiene la Red Sísmica de Andalucía, situada en esta comunidad autónoma. Asimismo, proporciona información al Servicio de Protección Civil de la Junta de Andalucía.

- Instituto Carlos I de Física Teórica y Computacional: Fue creado en 1991 con el objetivo de desarrollar la investigación y docencia especializada en los ámbitos de la Física Teórica y Computacional y para estimular el mérito científico e internacionalidad resaltando, entre otros, el potenciar las actividades de sus grupos de investigación, estableciendo una interacción y coordinación efectivas entre sus miembros, apoyando las relaciones de los grupos con el exterior, optimizando los recursos, y proporcionando una infraestructura eficaz; promover y participar en estudios de tercer ciclo y de especialización en Física Teórica y Computacional; colaborar en el fomento de la infraestructura científica, en la captación de nuevos fondos de investigación, y en su aprovechamiento óptimo o propiciar la interacción, la cooperación y la difusión de resultados científicos en todos los ámbitos nacionales e internacionales.

- Instituto del Agua: El Instituto Universitario del Agua fue creado el 9 de enero de 1990 por resolución del Rectorado de la Universidad de Granada para llevar a cabo " la investigación científica y técnica, así como la docencia especializada, en todos aquellos temas relacionados con el agua, considerada como recurso, como agente geodinámico o como soporte de la biosfera y el asesoramiento técnico en dichas materias". Desde su creación, ha acometido esta ambiciosa misión de manera multidisciplinar, profundizando sobre todo en el conocimiento del funcionamiento de los sistemas acuáticos y en el desarrollo de herramientas y productos para una gestión sostenible de los recursos hídricos.

- Instituto de Biotecnología: Instituto de Biotecnología de la Universidad de Granada (IBT-UGR) surge de la agrupación natural de la realidad investigadora y científica de diferentes grupos de investigación dispersos en las distintas Facultades y Centros de la Universidad de Granada. El Instituto se organiza al amparo de la ley de Reforma Universitaria (LRU) siendo creado y aprobado por el Claustro de la Universidad de Granada en 1989. Desde el momento de la creación y pasando por diferentes vicisitudes, el Instituto ha pretendido agrupar, coordinar y fomentar acciones científicas y administrativas que estimulen la investigación biológica experimental en general y la aplicación de los resultados de dicha investigación. Entre otras acciones, además de organizar cursos, seminarios y conferencias, el IBT-UGR ha servido de instrumento impulsor de parte del Instrumental científico con que hoy cuenta el Centro de Instrumentación Científica de nuestra Universidad, tales como los servicios de RMN; Microscopía electrónica; Microscopía confocal; Citometría de Flujo; Servicio de Cultivos celulares y banco de células, entre otros depositados para uso común en el Centro de Instrumentación Científica de la Universidad de Granada.

## Delegación de Estudiantes (DEFC)

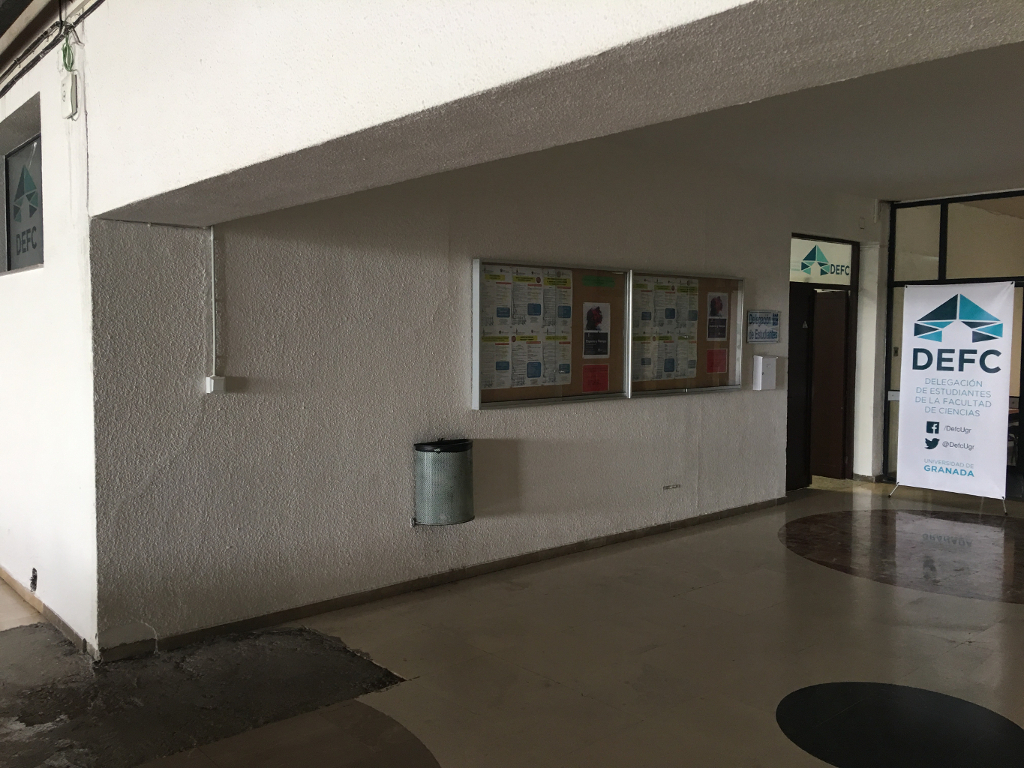
Sede de la DEFC

La Delegación de Estudiantes de la Facultad de Ciencias, abreviado como DEFC, es el máximo órgano de representación democrática de los estudiantes matriculados en las titulaciones que gestiona la Facultad de Ciencias. Ésta tiene su sede dentro del edificio de la propia facultad.
Está compuesta por representantes de los estudiantes de la Facultad de Ciencias, y de entre ellos se elige a un Delegado de Centro que es el representante oficial de los estudiantes del centro en las actividades y representaciones institucionales que requieren la participación de los estudiantes.

## Asociaciones de estudiantes y culturales
En la Facultad de Ciencias se han creado diversas asociaciones de estudiantes para la divulgación del conocimiento y la cooperación entre sus miembros a lo largo de su historia. Actualmente las asociaciones activas (ordenadas alfabéticamente) son:
- Asociación de Estudiantes de Física y Electrónica (EFE)
- Asociación de Estudiantes de Matemáticas (AMAT)
- Asociación Darwin Eventur
- Asociación Event Experience Organization (EventEX)
- Coral Polifónica de la Facultad de Ciencias
- Orbitando
- Tuna de la Facultad de Ciencias